# Douglas Dean Osheroff
Douglas Dean Osheroff (n. 1 august 1945, Aberdeen, Washington, SUA) este un fizician american, laureat al Premiului Nobel pentru Fizică în 1996 împreună cu David Lee și Robert Richardson pentru descoperirea superfluidității izotopului heliu-3. 